# Zhong Tianshi
Zhong Tianshi (em chinês:  钟天使; Xangai, 2 de fevereiro de 1991) é uma ciclista de pista chinesa. Ela ganhou a medalha de ouro na prova de velocidade por equipes durante os Jogos Olímpicos de 2016.
Em 2015 e 2016 ela foi campeã mundial em prova de velocidade, na primeira por equipes na competição em Yvelines e a segunda no individual no campeonato que aconteceu em Londres.
Zhong competiu nas Olimpíadas de 2016, no Rio de Janeiro, e ao lado de sua parceira Gong Jinjie estabeleceram um recorde mundial de 31,928 segundos nas qualificatórias da velocidade por equipes, antes de conquistarem a medalha de ouro para a China na final contra a Rússia.
Em Tóquio 2020, obteve novamente o ouro na mesma prova ao lado, dessa vez, de Bao Shanju, vencendo a equipe alemã na final.